# Liste von Museen in Burundi
Die Liste von Museen in Burundi gibt einen Überblick über die wichtigsten Museen in Burundi.

## Liste
| Name                            | Französischer Name           | Lage              | Eröffnung | Beschreibung                                                                                              | Bild           |
| ------------------------------- | ---------------------------- | ----------------- | --------- | --- | -------------- |
| Nationalmuseum von Gitega       | Musée National de Gitega     | Gitega (Karte)    | 1955      | Das heutige Nationalmuseum beherbergt eine koloniale Sammlung ethnografischer Objekte.                    | weitere Bilder |
| Lebendes Museum Bujumbura       | Musée Vivant de Bujumbura    | Bujumbura (Karte) | 1977      | Das lebende Museum funktioniert heute als Zoo mit lediglich einer kleinen Ausstellung historischer Fotos. | weitere Bilder |
| Geologisches Museum von Burundi | Musée de Geologie du Burundi | Bujumbura (Karte) |           | Das Museum umfasst eine Gesteins- und Mineraliensammlung aus Ostafrika sowie Fossilien.                   | Bild gesucht   |